# Sân bay Cuito Cuanavale
Sân bay Cuito Cuanavale (IATA: CTI, ICAO: FNCV) là một sân bay ở Cuito Cuanavale, tỉnh Cuando Cubango, Angola.